# Northend (Buckinghamshire)
Northend – wieś w Anglii, częściowo w hrabstwie Buckinghamshire, w dystrykcie (unitary authority) Buckinghamshire, a częściowo w hrabstwie Oxfordshire, w dystrykcie South Oxfordshire. Leży 58 km na zachód od centrum Londynu.